# Matt Thorr
Matt Thorr es un bajista estadounidense, reconocido por su participación en las bandas Rough Cutt, Jailhouse y Mickey Ratt, la primera versión de la banda de hard rock Ratt.
En 1985 fue invitado por Ronnie James Dio para formar parte de Hear n' Aid, un proyecto que buscaba recaudar fondos para mitigar el hambre en África, donde compartió escenario con algunos músicos importantes de la época.

## Discografía

### Con Mickey Ratt
- The Garage Tape Dayz 78-81 (2000)
- Rattus Erectus 1976-1982 (2004)
- In Your Direction (2004)

### Con Rough Cutt
- Rough Cutt (1985)
- Wants You! (1986)
- Rough Cutt Live (1996)

### Con Jailhouse
- Alive In A Mad World (1989)
- Jailhouse (1998)